# Kirk Hammett
Kirk Lee Hammett (ur. 18 listopada 1962 w San Francisco, Kalifornia) – gitarzysta amerykański. Od 1983 roku członek heavymetalowej grupy Metallica, a wcześniej Exodus. Udzielał się również w Spastik Children.

## Życiorys
Jest synem irlandzkiego marynarza i Filipinki. Rockiem zainteresował się dzięki kolekcji płyt swojego brata, Ricka. Uczęszczał do De Anza High School w Richmond. Jego szkolnym kolegą był Les Claypool, późniejszy lider zespołu Primus. Hammett zaczął się uczyć grać w wieku piętnastu lat. Pierwszą gitarę kupił za dziesięć dolarów, po czym w ogóle na niej nie grał. Jego brat stwierdził, że trzeba do niej dokupić struny, co kosztowało Kirka kolejne 5 dolarów. Duży wpływ wywarła na niego gra na gitarze Jimiego Hendriksa.
Pierwszą poważną grupą, w której grał, był Exodus. Zanim zaczął występować w Metallice, grał z Exodusem wspólne koncerty z Metalliką. 10 kwietnia 1983 zastąpił w Metallice Dave’a Mustaine'a, który został wyrzucony z zespołu za pijaństwo i ekscesy. 15 kwietnia Hammett zagrał swój pierwszy koncert z Metalliką w Dover w stanie Delaware.
W 1982 roku pobierał nauki u Joego Satrianiego. Po tournée promującym album Metallica rozpoczął naukę jazzowej gry na gitarze w City College w San Francisco. Miało to wpływ na brzmienie następnych albumów Metalliki: Load i Reload oraz na ogólny image grupy.
Mimo częstej krytyki za niedokładną grę na koncertach wyczyny Hammetta na studyjnych płytach Metalliki są przez specjalistów bardzo wysoko oceniane. Znajduje się on na 2 miejscu listy stu najlepszych gitarzystów heavymetalowych magazynu „Guitar World” oraz na 15 miejscu w książce autorstwa Joela McIvera „The 100 Greatest Metal Guitarists”. W 2003 został sklasyfikowany na 11. miejscu listy 100 najlepszych gitarzystów wszech czasów magazynu Rolling Stone. Z kolei w 2004 roku muzyk wraz z Jamesem Hetfieldem został sklasyfikowany na 2. miejscu listy 100 najlepszych gitarzystów heavymetalowych wszech czasów magazynu „Guitar World”.

## Życie prywatne
W 1987 roku ożenił się z Rebeccą Hammett. Rozwiódł się w 1991 roku. 31 stycznia 1998 roku ożenił się na Hawajach z Lani Gruttadauro. 29 września 2006 roku urodził się syn Kirka, Angel Ray Keala Hammett. 28 czerwca 2008 muzyk ponownie został ojcem. Urodził mu się syn Vincenzo Kainalu Hammett.
Kirk jest uważany w zespole za dość ekscentrycznego człowieka, więc dostał od przyjaciół pseudonim „Kwirk” (ang. Quirk – pol. kaprys). Pasjonują go stare horrory, uwielbia martini oraz kubańskie cygara. Jest wegetarianinem. W młodości pracował w restauracji Burger King\[niewiarygodne źródło?].

## Instrumentarium
Kirk Hammett najczęściej gra na gitarach marek ESP oraz Gibson. Obydwie firmy produkują instrumenty sygnowane jego nazwiskiem.
Firma Dunlop we współpracy z Kirkiem Hammettem wyprodukowała kostki z serii Jazz.
| Wzmacniacze i kolumny głośnikowe - Mesa Boogie Strategy 300 power amps - Mesa Boogie Mark IV amp - Mesa Boogie 4 x 12 speaker cabinets - Mesa Boogie Triaxis preamp - Mesa Boogie Dual Rectifier solo head - Mesa Boogie Triple Rectifier solo head - Marshall JMP-1 preamp - Marshall 4 x 12 speaker cabinets w/ 25-watt speakers - Marshall 2 x 12 speaker cabinets - Marshall practice amps - Custom Audio Electronics preamp - ADA MP-1 preamp - Bradshaw preamp - VHT power amp - Matchless Spitfire - Vox AC-30 - Fender tweed combos - Flextone - Ken Fisher Trainwreck - Line-6 digital amp head - Randall KH-1 Efekty - Dunlop Crybaby Wah-Wah Signature Kirk Hammett pedals - Roland VG-8 - EMB Audio Remote Wah units - EMB/Ernie Ball Wah Pedals – customizowana - Multiple Foot Pedals Custom Rackmount - Rocktron RSB-18F pedal boards - Ibanez Tube Screamer - Bradshaw Switching System - Bradshaw Patch Bay Custom - Lovetone Meatball pedal Pozostałe - Furman power strips - Nady 1200 Wireless receivers and transmitters - ADA MQ-1 E.Q. - Alesis Data Disk - Juice Goose power strip - Eventide H3000 SE - Boss SE-50 - Rocktron Juice Extractor - Aphex Parametric E.Q. - Rocktron Patchmate - Ascot Road cases - Dunlop pedals - Pro-Co sound cables - Peterson 520 strobe tuner - Floyd Rose Tremolo Systems - Whirlwind channel boxes - Ultra guitar stands - R & R road cases - DiMarzio guitar straps Struny - Ernie Ball Strings (.010 / .013 / .017 / .030 / .042 / .052) Kostki - Dunlop Green Tortex .88 mm Guitar Picks - Dunlop nylon Jazz III Gitary akustyczne - Line 6 Variax natural acoustic - Line 6 Variax black acoustic Gitary elektroakustyczne - ESP Semi-Acoustic Eclipse Syntezatory gitarowe - Casio DG-1 Semi Acoustic Inne instrumenty - Vinnie Bell – Coral Sitar |  | Gitary elektryczne - ESP WaveCaster – Wave Machine - ESP M-II – Red Frankenstein graphic – 'THE MONSTER IS ALIVE!' - ESP M-II – Green Frankenstein graphic – 'THE MONSTER IS ALIVE!' - ESP M-II – Bride of Frankenstein Boris Karloff graphic - ESP LTD M-II – White Zombie Bela Lugosi graphic - ESP M-II – Skull & Crossbones I - ESP KH-1 – Flying V – Devil inlays - ESP KH-2 – M-II – Skull & Crossbones II/Ouija black/Ouija white/Ouija wood - ESP KH-2b – M-II – Ouija - ESP KH-2 – M-II – Boris Karloff Mummy graphic #1,#2,#3 - ESP KH-2 – M-II – Boris Karloff Dracula graphic - ESP KH-2 NTB - ESP KH-2 – M-II Scorpio graphic - ESP KH-2 – Green burst/Mirror/White Zombie - ESP LTD KH-202 – M-II - ESP KH-3 – Eclipse – Pushead Spider graphic - ESP KH-3 – Invisible kid/Tobacco sunburst - ESP KH-4 – M-II – F**k You - ESP LTD KH-602 – MII - ESP LTD M-II Demonology graphic - ESP KH – DC - ESP KH-20 - ESP LTD – Smash guitar #1 (one humbucker),#2 - ESP Eclipse – podobne do KH-3 bez grafiki Pushead Spider - ESP LTD KH-25/KH-502/KH-503/KH-602 - ESP KH-2 Vintage (Relic) - ESP Zorlac - ESP Vintage Plus - ESP LTD Zombiefest - ESP LTD Viper - ESP Stratocaster David Gilmour signature - ESP Alexi Laiho signature Flying V - ESP 30th Anniversary 1975-2005 - Danelectro U2 - Fender Stratocaster – cream - Fender Stratocaster 21 American Vintage - Fender Stratocaster Headstock Revers - Fender Stratocaster S.R.V. – black - Fender Stratocaster – natural finish/seafoam green - Fender Stratocaster ’63 - Fender Telecaster ’69/’68 - Fernandes Flying V/Stratocaster #1,#2,#3 - Gibson Flying V #1 – korina/red/black - Gibson Les Paul Custom – black - Gibson Les Paul Standard – cherry burst - Gibson Les Paul Bigsby - Gibson 1952 ES – 295 - Gibson 1967 ES – 335 - Gibson ES – 345 - Gibson CS – 356 - Gibson Michael Schenker Style Flying V - Gibson VOS SG Custom - Gibson EDS 1275 Jimmy Page Signature - Godin Multiac (acoustic) black/blonde/tobacco/blue - Jackson Randy Rhoads Custom #1,#2,#3 - Jackson Soloist - Ibanez RG470/RG560 - Tom Anderson ProAM red/grey/white - Parker Fly - All Aluminum Roswell Randy Rhoads Flying V - Gibson Super 400 - 1963 Gold Fender Stratocaster - Early Gibson Les Paul - ESP Flying V „Devil” - Gretsch G6131 Malcolm Young Signature - ARIA Pro II - 1966 Martin D-28 - Witkowski ST Junior - Zemaitis Les Paul - Teuffel Tesla Guitar - Teuffel Birdfish - Zach the bass - TC Custom Death Magnetic Flying V - The Moog Guitar E1 - Gretsch White Falcoon ’57. - Martin D-42 acoustic - Ken Lawrence Flying V |

## Publikacje
- Kirk Hammett, Arthur Rotfeld, The Art of Kirk Hammett, Cherry Lane Music, 1997, ISBN 978-1-57560-000-0
- Kirk Hammett, Steffan Chirazi, Too Much Horror Business. The Kirk Hammett Collection, Harry N. Abrams, 2012, ISBN 978-0-8109-9659-5

## Filmografia
- Metallimania (1997, film dokumentalny, reżyseria: Marc Paschke)[14]
- Some Kind of Monster (2004, film dokumentalny, reżyseria: Joe Berlinger, Bruce Sinofsky)
- Get Thrashed (2006, film dokumentalny, reżyseria: Rick Ernst)[15]
- Lemmy (2010, film dokumentalny, reżyseria: Greg Olliver, Wes Orshoski)[16]
- Cry Baby: The Pedal that Rocks the World (2011, film dokumentalny, reżyseria: Max Baloian, Joey Tosi)
- Metallica Through the Never (jako on sam, 2013, film fabularny, reżyseria: Nimród Antal)[17]
- Metal Lords (jako on sam, 2022, film fabularny, reżyseria Peter Sollett)[18]

## Nagrody i wyróżnienia
| Rok  | Kategoria      | Nagroda                     | Uwagi     |
| ---- | -------------- | --------------------------- | --------- |
| 2010 | Best Guitarist | Revolver Golden Gods Awards | Nominacja |